# Torsby (commune)
Pour l’article homonyme, voir Torsby.
La commune de Torsby est une commune suédoise du comté de Värmland. Environ 11550 personnes y vivent (2020). Son chef-lieu se situe à Torsby.

## Localités principales
- Ambjörby
- Likenäs
- Oleby
- Östmark
- Stöllet
- Sysslebäck
- Torsby

## Jumelages
- Großkrotzenburg (Allemagne) depuis 1966[1]